# Gareth Gates
Gareth „Gaz” Paul Gates (ur. 12 lipca 1984 w Bradford) – brytyjski piosenkarz.

## Życiorys

### Dzieciństwo
Urodził się w szpitalu św. Łukasza jako syn R.J. i Wendy Broadbent (z domu Farry). Ma trzy siostry: Nicolę (ur. 1985), Charlotte (ur. 1991) i Jessicę (ur. 1993). Wychował się z kuzynem Jamesem (ur. 1986), który był wspierany przez rodzinę.

### Kariera
W latach 1994–1997 śpiewał w chórze kościelnym Bradford Cathedral, gdzie był głównym głosem męskim. W 1997 roku zaśpiewał dla królowej Elżbiety II.
Rozpoznawalność zyskał w 2002 roku dzięki udziałowi w pierwszej brytyjskiej edycji programu Pop Idol, w którym zajął drugie miejsce w finale. Jego pierwszy singel, cover przeboju „Unchained Melody”, dotarł do pierwszego miejsca brytyjskiej list przebojów. Kolejny jego singel – „Anyone of Us (Stupid Mistake)” – rozszedł się w 570 tys. kopii. W tym samym roku wydał debiutancki album studyjny pt. What My Heart Wants To Say, który zdobył miano podwójnej platynowej płyty w Wielkiej Brytanii i potrójnej na Tajwanie. W 2003 roku wraz z zespołem The Kumars nagrał piosenkę „Spirit in the Sky”. Zaczął także odnosić sukcesy w Azji i Afryce Południowej. Zdobył nagrodę Asia's MTV Music Award.
W 2006 roku wydał książkę autobiograficzną pt. „Right from the Start”. W 2007 roku premierę miał jego album pt. Pictures of the Other Side

## Dyskografia
Albumy studyjne
- What My Heart Wants to Say (2002)
- Go Your Own Way (2003)
- Pictures of the Other Side (2007)

Albumy kompilacyjne
- The Very Best of Gareth Gates (2014)

Single
- 2002 – „Unchained Melody”
- 2002 – „Anyone of Us (Stupid Mistake)”
- 2002 – „The Long and Winding Road”
- 2002 – „What My Heart Wants to Say”
- 2003 – „Spirit in the Sky”
- 2003 – „Sunshine”
- 2003 – „Say It Isn’t So”
- 2007 – „Changes”
- 2007 – „Angel on My Shoulder”

## Filmografia
- 2003: S Club Seeing Double jako klon Garetha Gatesa
- 2006: Whatever Happened to Gareth Gates? jako on sam